# Dzianina
Dzianina, dzianka – wyrób włókienniczy powstający w procesie dziania z jednej lub wielu nitek tworzących połączone ze sobą oczka (pętle z nitek). 

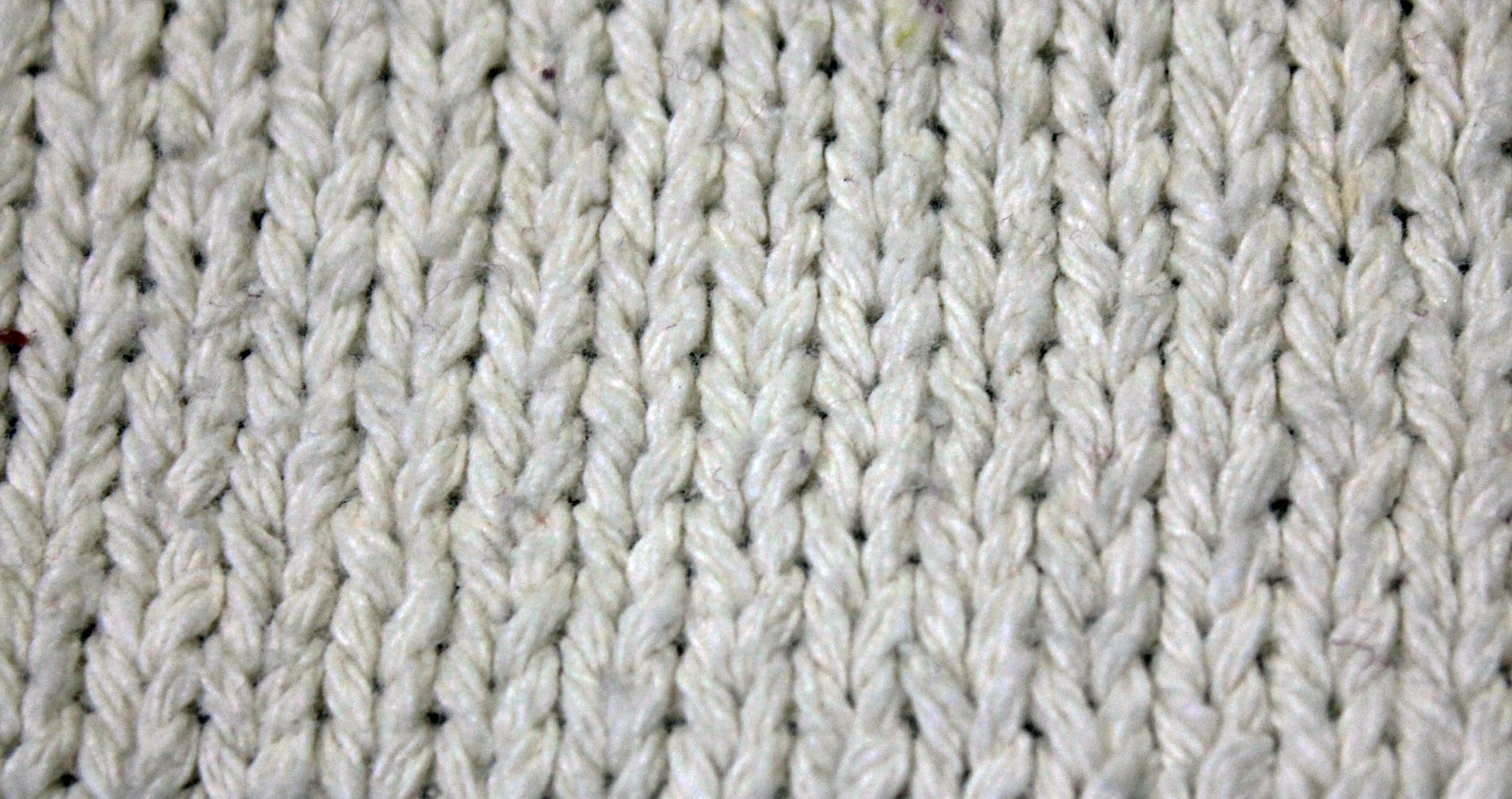
Dzianina

Schemat dzianiny

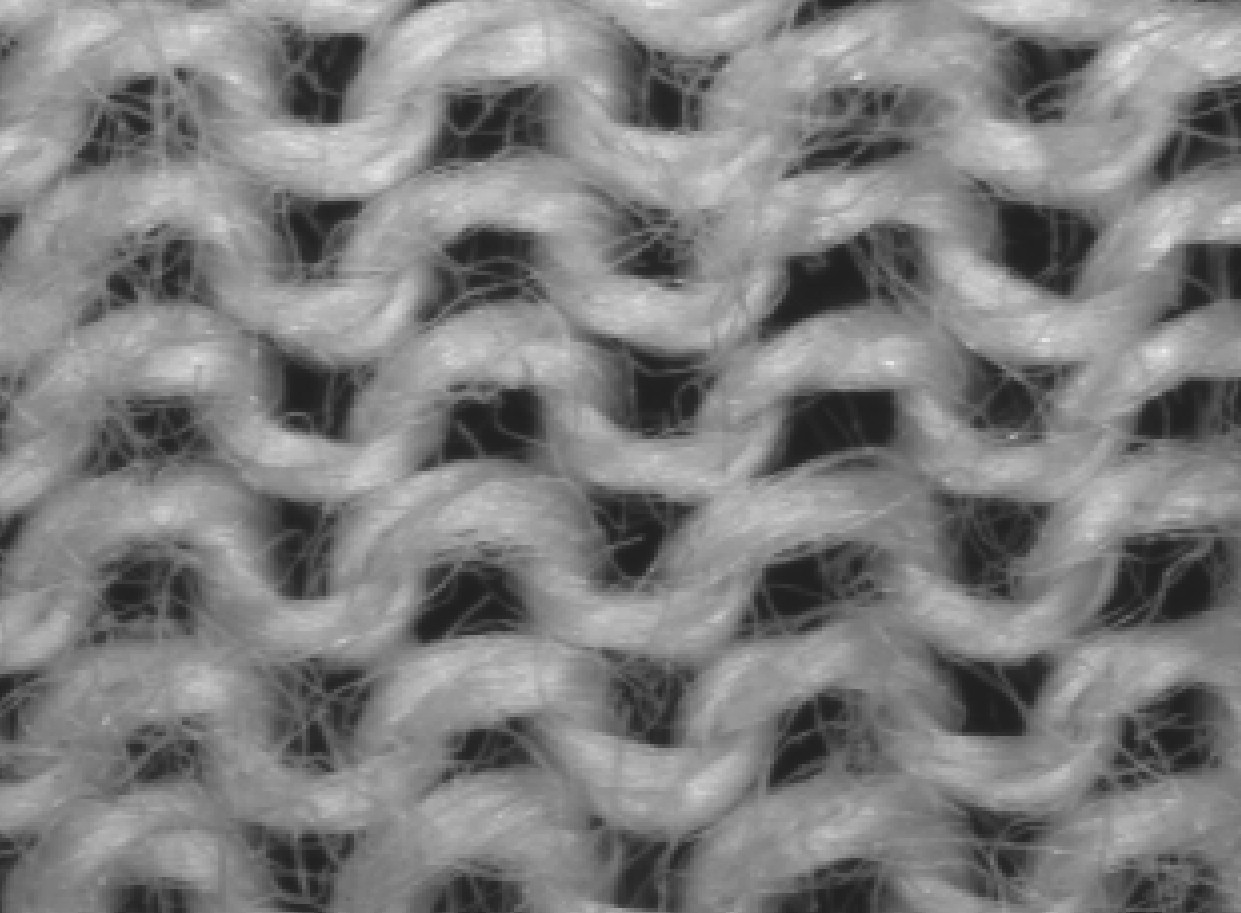
Struktura dzianiny w powiększeniu

Dzianina może być luźna lub gęsta, charakteryzuje się wysoką sprężystością; produkowana jest z przędzy dziewiarskiej w procesie dziania ręcznego lub maszynowego, a następnie odpowiednio wykańczana. Może mieć określony kształt lub występować jako materiał metrażowy.
Dzianina powstawać może jako wyrób ręczny, wykonany przy użyciu dwóch lub więcej drutów dziewiarskich, lub maszynowo - na maszynie dziewiarskiej. Obecnie za dzianinę uważa się również wyroby wykonane na szydełku.
Dzianiny ręczne, w zależności od układu oczek, rodzaju i barwy przędzy, mogą być jednobarwne, wielobarwne, gładkie, wzorzyste lub ażurowe.
Dzianiny maszynowe dzielą się na kilka głównych rodzajów, takich jak gładkie, interlokowe, żakardowe, ażurowe, wzorzyste, slotowe oraz pętelkowe.
Historia dziewiarstwa ręcznego sięga starożytności.
Płaski wyrób włókienniczy powstający przez tworzenie rządków lub kolumienek wzajemnie ze sobą połączonych oczek. Przędza w dzianinie ma bardzo duże wrobienie, dzięki czemu dzianina jest bardzo elastyczna i rozciągliwa we wszystkich kierunkach. Dzianina w przeciwieństwie do tkaniny tworzona jest z jednej nitki na szydełkarkach lub też jednej, lub wielu osnów, na osnowarkach. Dzianiny mogą być gładkie, wzorzyste, ażurowe, fakturowane lub z okrywą włókienną.
Najmniejszym elementem budowy dzianiny jest oczko. Oczka dzianiny ułożone poziomo obok siebie tworzą rządek oczek. Oczka ułożone pionowo jedno nad drugim tworzą kolumienkę oczek.
Podstawowymi parametrami charakteryzującymi strukturę dzianin są:
- długość nitki w oczku – jest to odcinek nitki, z którego zostało wykonane jedno oczko,
- ścisłość rządkowa Pr – jest to liczba rządków oczek mieszcząca się na jednostce długości,
- ścisłość kolumienkowa Pk – jest to liczba kolumienek oczek mieszcząca się na jednostce długości.

Jednostką długości stosowaną przy wyznaczaniu ścisłości dzianin jest 1 cm, 5 cm, lub 10 cm. Zastosowanie jednostki na której liczy się oczka zależy od wielkości oczek. Pomiar ścisłości dzianiny na długości 10 cm (100 mm) jest dokładniejszy niż na długości 1 cm (10 mm).
Ścisłość dzianiny jest wielkością wynikową, zależną od:
- długości nitki w oczku,
- splotu dzianiny,
- własności przędzy i surowca, z którego dzianina została wykonana.

Podczas wykonywania dzianiny na maszynie dziewiarskiej regulacji podlega tzw. głębokość spychania, której zmiana skutkuje zmianą długości nitki w oczku.
Zmiana długości nitki w oczku pociąga za sobą zmianę ścisłości dzianiny i innych jej parametrów.
Nie ma możliwości zmiany tylko ścisłości rządkowej lub tylko ścisłości kolumienkowej. Zmiana długości nitki w oczku pociąga za sobą zmianę obu tych wartości. Wielkość zmian ścisłości zależy od wielkości zmiany długości nitki w oczku, splotu oraz własności przędzy i surowca.
Na długość nitki w oczku wpływ mają parametry procesu dziania, czyli:
- napięcie wstępne nitki podawanej do strefy dziania maszyny dziewiarskiej,
- głębokość spychania igieł,
- siła odbioru dzianiny.

W szydełkarkach do regulacji długości nitki w oczku używa się przede wszystkim głębokości spychania. Należy jednak pamiętać o pozostałych parametrach. Jest to bardzo istotne w przypadku wyrobów odpasowanych. Niekontrolowane, zaniedbywane napięcie nitki i odbiór dzianiny są najczęstszą przyczyną niekontrolowanych zmian wymiarów elementów wyrobu odpasowanego.
W osnowarkach wrobienie (długość nitki w oczku) reguluje się poprzez odpowiednie dobranie napięcia wstępnego osnów oraz siły odbioru.
Dzianiny wytwarza się następującymi technikami:
- Technika falowania przędzy na falowarkach. Technika ta pozwala wytwarzać dzianiny rządkowe, przede wszystkim lewoprawe, chociaż istnieją falowarki tworzące dzianiny rządkowe dwuprawe. Współcześnie, technika falowania przędzy jest stosowana rzadko.
- Technika szydełkowania w układzie rządkowym na szydełkarkach. Szydełkarki mogą być jednołożyskowe, dwułożyskowe, płaskie i cylindryczne. Technika ta pozwala wytwarzać dzianiny rządkowe lewoprawe, dwuprawe gładkie i wzorzyste. Jest to podstawowa technika wytwarzania dzianin rządkowych. Najpowszechniejsza we współczesnym przemyśle dziewiarskim.
- Technika szydełkowania w układzie kolumienkowym na osnowarkach. Osnowarki mogą być jednogrzebieniowe lub dwugrzebieniowe. Jednogrzebieniowe tworzą dzianiny kolumienkowe lewoprawe, dwugrzebieniowe dzianiny kolumienkowe dwuprawe. Osnowarki tworzą dzianiny z jednej, kilku, a nawet kilkudziesięciu osnów.

## Właściwości
Dzianiny to wyroby różniące się zasadniczo od innych wyrobów włókienniczych płaskich. Wykonywane są z jednego układu nitek – osnowy (ewentualnie kilku osnów). Nawet w tzw. dzianinach wątkowych rolę wątku pełni również jedna z osnów.
Podstawowymi cechami dzianin są: 
- duża elastyczność,
- rozciągliwość we wszystkich kierunkach,
- miękkość,
- przewiewność,
- mała stabilność wymiarów,

## Maszyny dziewiarskie

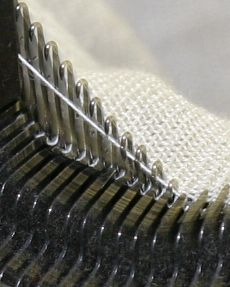
Strefa robocza maszyny dziewiarskiej

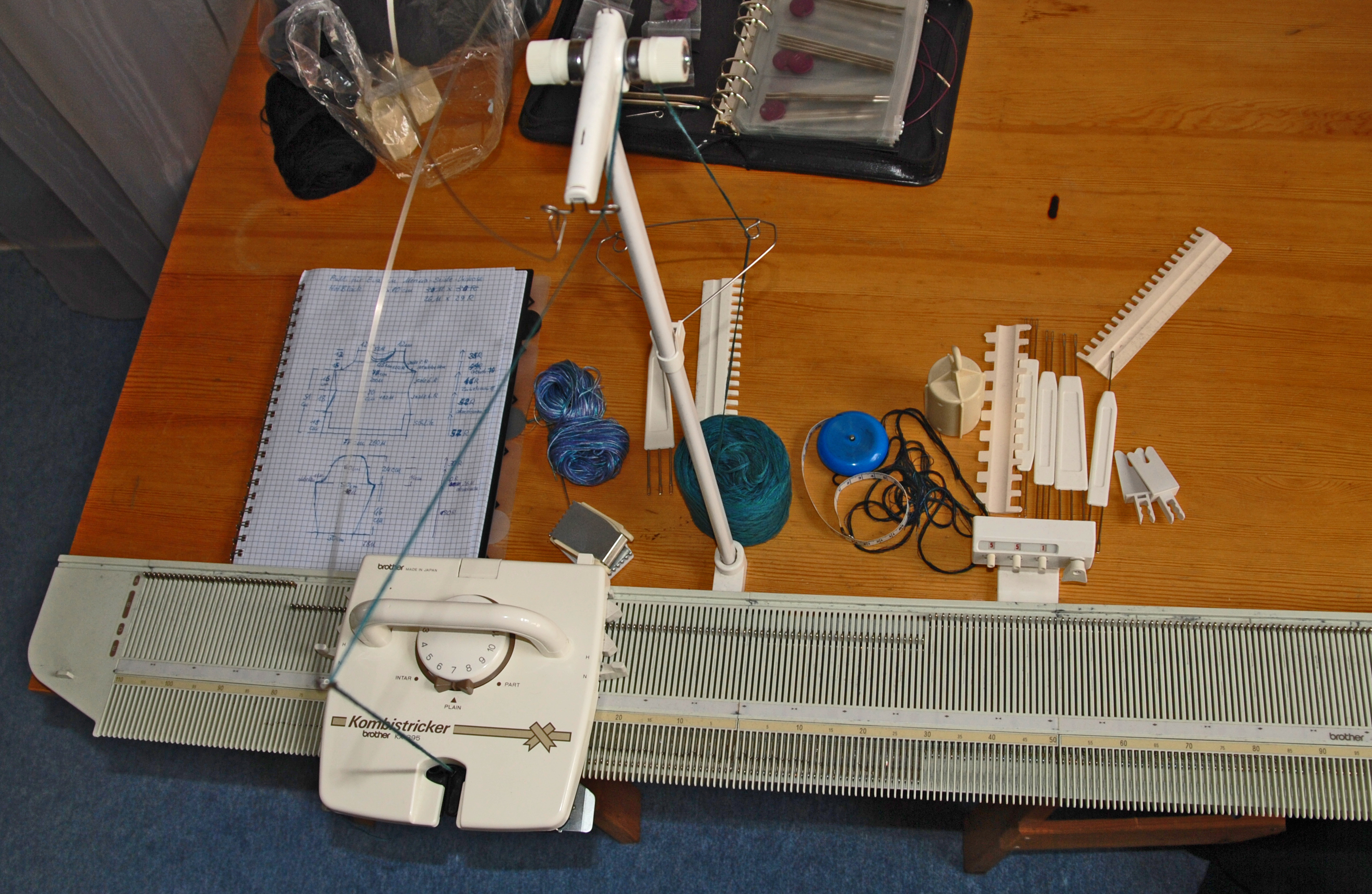
Domowa maszyna dziewiarska

Ogół maszyn stosowanych w dziewiarstwie dzieli się na:
1. maszyny przygotowujące do dziania.
  - przewijarki,
  - cewiarki,
  - skręcarki, łączarki,
  - teksturarki (maszyny do teksturowania),
  - snowarki (snowadła),
2. maszyny dziewiarskie
  - falowarki
  - szydełkarki
  - osnowarki
3. maszyny i urządzenia wykończalnicze
  - pralnicze
  - autoklawy bielące
  - farbiarskie
  - urządzenia do sitodruku
  - suszarki
  - wygładzarki (prasowalnice)
  - przeglądarki
4. maszyny szwalnicze (konfekcyjne)
  - maszyny krojące – tarczowe, taśmowe, prasy, nożyce elektryczne
  - maszyny do szycia – owerloki, stebnówki, obrębiarki, guzikarki, dziurkarki, haftujące itp.

Wszystkie maszyny (z grup 1, 3, 4), poza maszynami dziewiarskimi (grupa 2), są maszynami pomocniczymi i często nie różnią się od stosowanych w pozostałych działach przemysłu włókienniczego czy odzieżowego.

## Zastosowanie dzianin
Dzianiny mają bardzo szerokie zastosowanie w przemyśle odzieżowym - w wyniku procesu dziania powstać mogą takie wyroby, jak: swetry, bluzki, bluzy, pończochy, rajstopy, skarpety, getry, rękawiczki, szaliki, czapki, bielizna osobista, koszulki, watoliny dziane. Ponadto z dzianin wytwarza się materiały tapicerskie, dekoracyjne, techniczne, medyczne i inne.

## Polskie projektantki dzianin
- Maria Teresa Białas-Terakowska
- Barbara Hoff
- Grażyna Hase
- Barbara Hulanicki
- Xymena Zaniewska